# Love in This Club Part II
"Love in This Club, Part II" é um single no ritmo R&B-Pop do cantor norte-americano Usher em seu álbum de estúdio Here I Stand. Primeiramente, o single teria a participação de Mariah Carey & Plies, mas foi alterada para Beyoncé & Lil Wayne. Este single é um remix do single original, "Love in This Club".

## Desempenho

### Posições
| Tabelas musicais (2008)               | Melhor posição |
| ------------------------------------- | -------------- |
| Austrália - ARIA Charts               | 96             |
| Canadá - Canadian Hot 100             | 68             |
| Dinamarca - IFPI Dinamarca            | 16             |
| EUA - Billboard Hot 100               | 18             |
| EUA - Billboard Hot R&B/Hip-Hop Songs | 7              |

### Certificações
| País / Certificadora  | Certificações |
| --------------------- | ------------- |
| Estados Unidos / RIAA | Platina       |